# Кожанов, Султанбек Кожанулы
Султанбек Ходжанулы Ходжанов (10 сентября 1894, с. Аксумбе, Российской империи (ныне Сузакский район (Южно-Казахстанская область), Казахстана) — 10 февраля 1938, Москва) — казахский советский общественно-политический и государственный деятель, учёный, публицист, редактор. 

## Биография
Происходит из племени Конырат. (род Божбан)
Образование получил в Туркестанской 4-годичной русско-казахской начальной школе,  Ташкентской учительской семинарии (на обучение его отправил Накыпбек, би рода Божбан). В 1927 году окончил курсы марксизма-ленинизма при ЦК ВКП (б) в Москве.
Политическую деятельность начал ещё будучи учащимся семинарии в подпольной молодежной организации «Кенес». В 1917 году в Ташкенте вместе с М. Шокаем, К. Ходжиковым, К. Болганбаевым, С. Акаевым участвовал в создании туркестанской автономии; выпускал газету «Бирлик туы».
Активный общественный деятель. В те годы С. Кожанов был избран делегатом Всеказахского съезда, проходившего в Оренбурге.
Возглавлял комитет продовольствия. Являясь членом центральной комиссии по борьбе с голодом, организовал в 1918 году специальные места для голодающих в разных районах Туркестана.
В 1919—1920 годах работал заместителем председателя Сырдарьинского уездного комитета, председателем Туркестанского уездно-городского исполнительного комитета, Сырдарьинского областного ревкома. Был секретарём общего собрания казахов Туркестанского края, членом Сырдарьинского областного комитета казахов, а затем и представителем на Всероссийском курултае.
В конце 1920 года С. Кожанов был назначен народным комиссаром внутренних дел Туркестанской АССР, в октябре 1921 года — народным комиссаром просвещения Туркестанской АССР. В области просвещения выступал за преподавание на языке местного населения. Внёс значительный вклад в развитие печати и национального театра Туркестана. Был организатором создания и выпуска с 1920 года печатного органа Сырдаринского губкома ВКП(б) газеты «Ак жол», был первым редактором этой газеты.
В 1920—1924 годы С. Кожанова избирают членом бюро Центрального комитета Туркестанской ВКП (б), заместителем (а с 6 января 1924 г. — первым заместителем) председателя Центрального исполнительного комитета Туркестанского Совета, а в 1924—1925 годы он был избран членом Президиума, членом бюро Средне-Азиатского ЦК РКП (б).
Проявил себя как государственный деятель в период национально-регионального размежевания в Центральной Азии. В ноябре 1924 года назначен вторым секретарём Казахского обкома РКП (б), а с февраля 1925 года — вторым секретарём Казахского крайкома компартии.
Делегат IX съезда Всероссийских Советов (3 декабря 1921 года). На съезде он выступил с речью, в которой содержались новые идеи. В перерыве В. И. Ленин сказал ему, пригласив в кабинет: «Молодец, горячий киргиз!». С. Кожанов ответил: «Мы не киргиз-кайсаки, это нас унижает. Мы — казахи. Настоящие горячие казахи до Вас еще не дошли, они в степи. Они придут еще к вам». Ленин посоветовал: «Как вернетесь, глубже займитесь просвещением народа».
По его предложению І-го Всесоюзного съезда Советов (1922) восстановил истинное название казахов, исправив искаженное в царский период название «киргиз» на «казах», способствовал переносу столицы из Оренбурга в Акмечеть (ныне Кызылорда). Благодаря настойчивости С. Кожанова в Казахскую АССР, образованную в составе Туркестанской республики, вошли Каракалпакия, Сырдарьинская область, Мырзакольский, Бостандыкский, Чирчикский округи.
В ноябре 1925 года Кожанов был приглашен в ЦК ВКП(б) и в должности ответственного инструктора по национальным республикам был направлен на Кавказ, в 1928 году — в Ташкент, где организовал отделение ВАСХНИЛ. В 1929 году С. Кожанов был в числе организаторов Средне-Азиатского хлопково-ирригационного политехнического института и стал его первым ректором.
В 1929—1931 годы работал директором Средне-Азиатского хлопкопрядильного комбината. В 1931—1932 годах работал в аппарате ЦК ВКП(б). В 1934 году — уполномоченный представитель Ташкентского комитета народного контроля, в Средней Азии первый заместитель директора треста «Узбекхлопок», снова заместитель уполномоченного комиссии народного контроля Советов по Узбекистану.
По воспоминаниям очевидцев:

«В Москве однажды проходило большое совещание по обсуждению проекта новой сталинской конституции. В то время на собраниях наша группа, возглавляемая Сакеном Сейфуллиным, представляла „левых“ И садилась слева, а группу Т. Рыскулова, С. Кожанова мы называли „правыми“, они садились с правой стороны. Сталин председательствовал. Т. Рыскулов сидел во втором ряду президиума, у правового плеча Сталина. С. Кожанов говорил, чуть картавя, носил на голове тюбетейку. Вдруг Сталин сказал: „Слово предоставляется Чингисхану Востока — Кожанову“. Султанбек встал с места и, направляясь к трибуне, сказал: „Чингисхан Востока дошёл до Волги, а Чингисхан Кавказа сидит в Москве“ и показал рукой в сторону Сталина. В этот момент Т. Рыскулов закрыл глаза и покачал головой».

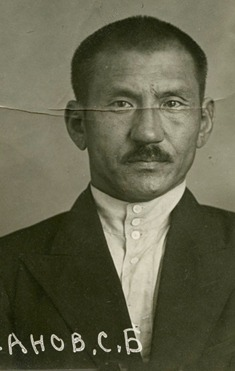
Тюремная фотография, 1937

16 июля 1937 года был арестован. 8 февраля 1938 года приговорён к смертной казни и 10 февраля расстрелян в Московской Бутырской тюрьме.
В 1957 году — посмертно реабилитирован.